# エウゼビ・グエイ

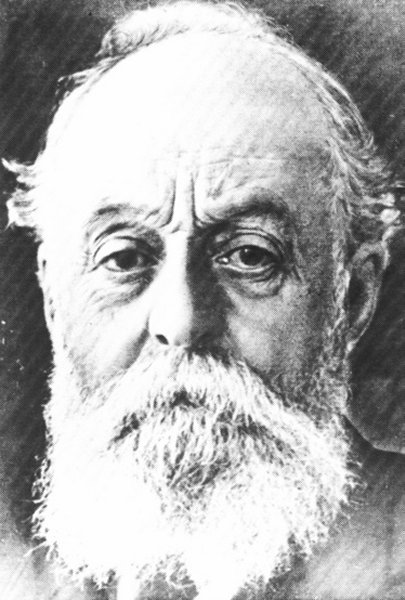
エウゼビ・グエイ

グエイ伯エウゼビ・グエイ・イ・バシガルーピまたはアウゼビ・グエイ・イ・バシガルーピ（カタルーニャ語: Eusebi Güell i Bacigalupi, Comte de Güell, 1846年 — 1918年7月8日）は、スペインの実業家・政治家。グエルという表記はカスティーリャ語読みに由来する。

## 生涯
バルセロナで生まれた。彼の父ジュアン・グエイ・イ・ファレーは、トラダンバーラ（タラゴナ県）出身で、キューバ滞在中に相当な財産を築き、バルセロナへ戻ってから多様な事業を促進した。母フランシスカ・バシガルーピは、18世紀後半にバルセロナへ移住したジェノヴァ商人の一族出身で、彼女の兄はバルセロナ、サンツ・ムンジュイック地区で織物工場を所有していた。
父ジョアンと同じようにエウゼビ・グエイは、会社を新設するというビジネスに心血を注いだ。その後にグエイ伯となるエウゼビは、裕福であった一族の一員であったことから、バルセロナ、フランス、イギリスで法学、経済学、応用化学を学ぶことができた。実業家フェラン・アルシナー(es)と協力して、サンタ・クローマ・ダ・サルバリョーにおいてコーデュロイ工場を始め、これはのちのコロニア・グエイ(es)教会の基礎となった（1891年）。のちの1901年、カステリャー（en:Castellar de n'Hug）に本拠をおくアスファルト・ポートランド・アシュランド総合会社を興した。そしてまた、妻イサベル（イスパノ・コロニアル銀行を創設したロペス財閥、コミーリャス侯爵家出身）の一族の会社、イスパノ・コロニアル銀行、フィリピーナス・タバコ会社（Compañía General de Tabacos de Filipinas）の重役となった。

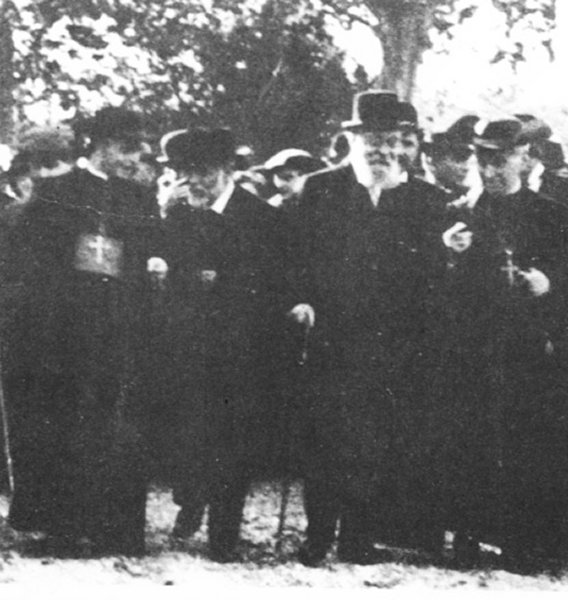
1910年、コローニア・グエイを訪問した際のガウディとグエイ

エウゼビ・グエイは政治の世界に身を投じ、また文化活動の広い分野に関係していた。1875年にはバルセロナ市議員に選出され、1878年には州議会議員となり、スペイン上院議員となった。彼はカタルーニャの文化後援者として積極的で、サン・ジョルディ王立美術アカデミー会員となり、カタルーニャ主義者の団体セントラ・カタラーの総裁となった。
建築家アントニ・ガウディと親交を結び、彼の生涯最大の後援者となったために、彼ら2人の名前は国際的に知られるようになった。グエイ公園、コロニア・グエル教会、グエイ邸、グエイ別邸である。1918年7月8日、グエイはグエイ公園内の自宅で死去した。彼は広範囲の文化に関心を示した人物で、数カ国語に翻訳されるほどの著作を持っていた。
アルフォンソ13世は、外国で成した富を用いてグエイがスペイン経済に貢献したことを讃え、彼を貴族の列に序すことにした。その後の結婚によって、グエイ家の子孫は現在コミリャス侯の称号を名乗っている。実業家、政治家であるエウゼビ・グエイの名に対し、グエイ伯の称号が授けられた。数年後、アルフォンソ13世はグエイの子供たちへ子爵と男爵の称号を与えた。これに感謝して、グエイの子供たちは、王家へペドラルベス王宮（es:Palacio Real de Pedralbes、グエイ邸パヴィリオン内）を献上した。